# كوناكت
كوناكت. هي إحدى محافظات أيرلندا الأربعة، تقع في غرب البلاد، حتى إلى القرن التاسع،  تتألف من عدة ممالك مستقلة كبيرة.  